# Casa Hinds
La casa Hinds es un edificio histórico ubicado en Santa Cruz (California), Estados Unidos. Fue construido en 1888 y 1889 por Alfred J. Hinds y su esposa Sarah. Su estilo victoriano se ha conservado y es la casa de estilo Stick más grande que se conserva en el condado de Santa Cruz. Funciona como una posada histórica con habitaciones alquiladas a huéspedes que visitan o se mudan a Santa Cruz.
Figura en el Registro Nacional de Lugares Históricos desde 1983.

## Historia
Alfred Joseph Hinds nació en 1845 en Chester, Inglaterra. En 1848, su familia se mudó a Francia y luego a los Estados Unidos, y finalmente se mudó a Iowa. Durante la fiebre del oro de California en 1850 se mudaron a San Francisco, aunque su madre murió en el viaje. En 1852 se mudaron a Santa Cruz, donde inició la escuela. En 1866 abrió una librería y papelería en el centro de Santa Cruz. El 8 de junio de 1869 se casó con Sarah Lee Howe de San Mateo, California. Su hermana Amelia Hinds se casó con Duncan McPherson, editor del periódico local Santa Cruz Sentinel.
En 1875 Hind comenzó a desarrollar bienes raíces en la ciudad de Santa Cruz. Compraría grandes extensiones de tierra en las afueras de la ciudad y las subdividiría y vendería. Fue secretario y sindicalista de la Primera Iglesia Congregacional desde 1875 y uno de los primeros sindicalistas de la Biblioteca Pública de Santa Cruz. Participó activamente en el Partido Republicano de California. En 1888 fue nombrado "Coronel" de los Caballeros, y se hizo conocido por ese título. También participó activamente en otras órdenes fraternales. Alfred Hinds y su esposa Sarah tuvieron cuatro hijos que se perdieron cuando una epidemia de difteria asoló Santa Cruz en 1876. Comenzaron una nueva familia y al menos tres niños sobrevivieron. Estos fueron Leland Foye Hind, Wendell McPherson Hind y Theron Winfred Hind. Hinds murió en 1921 a la edad de setenta y seis años.

## Construcción
Hinds contrató al arquitecto de Santa Cruz John H. Williams para diseñar la casa, que se construyó en 1888 y 1889. Williams diseñó más de sesenta edificios locales entre 1876 y 1892. Williams era conocido por su estilo Stick, un estilo popular de la arquitectura victoriana. En la década de 1890 se instaló una de las primeras luces eléctricas de Santa Cruz. La electricidad provenía de la nueva planta de energía de Fred Swanton quince millas costa arriba desde Santa Cruz en Davenport, California. El accesorio se colocó en la base de la gran escalera.